# Araneus squamifer
Araneus squamifer là một loài nhện trong họ Araneidae.
Loài này thuộc chi Araneus. Araneus squamifer được Eugen von Keyserling miêu tả năm 1886.